# وادي العبادلة
وادي العبادلة هو وادي يقع في إمارة الفجيرة، الإمارات العربية المتحدة، ويمتد شمال شرق باتجاه الساحل في دبا الحصن. منطقة مسافي تشكل نقطة التقاء مع وادي حام، الذي يمتد جنوب شرق باتجاه مدينة إمارة الفجيرة.